# Marco Ripanti
Marco Pietro Ripanti (* 17. Februar 1972) ist ein ehemaliger für Deutschland spielender Nationalspieler in der Boulespiel-Sportart Pétanque im DBBPV.

## Leben und Karriere
Ripanti spielte unter anderem bei der B.I. Darmstadt und dem BC Edingen-Neckarhausen. Er war deutscher Meister und siegreicher Teilnehmer beim Nordsee-Cup, dem Vorläufer der Europameisterschaften.
Erfolge bei Deutschen Meisterschaften:
- 1986: 3. Platz Deutsche Meisterschaft Triplette zusammen mit Giuseppe Ripanti und Enzo Visani
- 1988: 3. Platz Deutsche Meisterschaft Tête-à-Tête
- 1989: 2. Platz Deutsche Meisterschaft Doublette zusammen mit Michael Tekath
- 1992: 3. Platz Deutsche Meisterschaft Doublette zusammen mit Michael Schmidt
- 1999: 1. Platz Deutsche Meisterschaft Tête-à-Tête

Von 2002 bis 2004 war er DPV-Pressewart.
Nach dem Abitur am Wirtschaftsgymnasium in Weinheim bildete sich Ripanti von 1992 bis 1994 am Englischen Institut in Heidelberg zum Wirtschaftskorrespondent weiter. Er arbeitet als Autor, Referent, Dozent und Unternehmer.

## Veröffentlichungen
- mit Miriam Godau: Online-Communities im Web 2.0: So funktionieren im Mitmachnetz Aufbau, Betrieb und Vermarktung, BusinessVillage; Auflage: 2 (1. März 2010), ISBN 978-3-938358-70-2
- Petanque – verständlich gemacht: Petanque, Boules und Boccia. Regeln und Spielformen, Stars und Turniere Taschenbuch, Copress Sport, 2004, ISBN 978-3-7679-0560-3
- mit Marco Bertram: TSG Hoffenheim: Fußballfibel, Culturcon Medien, 2024, ISBN/EAN: 9783730817452